# جيم تروي
جيم تروي (بالإنجليزية: Jim Troy)‏ هو لاعب هوكي الجليد أمريكي، ولد في 21 يناير 1953 في بوسطن في الولايات المتحدة.

## وصلات خارجية
- جيم تروي على موقع HockeyDB.com (الإنجليزية)
- جيم تروي على موقع Hockey-Reference.com (الإنجليزية)